# 爆笑エレベーター
『爆笑エレベーター』（ばくしょうエレベーター）は、1970年4月8日から9月30日までNET（現・テレビ朝日）で水曜19:30～20:00に放送されたバラエティ番組（お笑い番組）。

## 概要
- 落語家、漫才師や数々のお笑いタレントがネタを披露し、観客の笑い声（笑音度）で芸人が座っているエレベーター（ゴンドラ風）が上昇するしくみである。内容的には「大喜利」に近いものだった。
- 当時司会の桂小金治は同局「アフタヌーンショー」の司会の最中だったが、本業である落語家の本領を発揮した番組でもあった。
- だが視聴率は振るわず、司会が交代した後期からは、毎週8名の一般挑戦者がトーナメント方式で戦う、大声コンテスト番組に模様変えした。
  - 構成は、前半は子供参加者、後半は大人参加者となっている。
  - ルールは、2台あるエレベーターの双方に参加者が座り、1人ずつ大声を上げる。エレベーターがより高く上がった方が勝抜き。最後に残った1名が優勝となる。

## 司会
- 桂小金治（前期）
- 桂菊丸（後期）

## 備考
- 9月30日放送の最終回は「チャンピオン大会」が行われ、優勝者には自動車が1台プレゼントされた。

| NET（現：テレビ朝日）系 水曜19:30枠 | NET（現：テレビ朝日）系 水曜19:30枠 | NET（現：テレビ朝日）系 水曜19:30枠 |
| 前番組                              | 番組名                              | 次番組                              |
| ----------------------------------- | ----------------------------------- | ----------------------------------- |
| やっちゃおう!コント55号             | 爆笑エレベーター                    | スパルタ!55号                       |